# تيم دوب
تيم دوب، هو مغني وكاتب أغاني وموسيقى كما انه منتج فرنسي ، ولد 7 ديسمبر 1994.